# جمع القرآن
يُطلق مصطلح جمع القرآن على معنيين أساسيين: الأول حفظه في الصدور، والثاني جمعه عن طريق كتابته.

## حفظه في الصدور
قال تعالى في سورة القيامة: ﴿إِنَّ عَلَيْنَا جَمْعَهُ وَقُرْآنَهُ ۝١٧ فَإِذَا قَرَأْنَاهُ فَاتَّبِعْ قُرْآنَهُ ۝١٨﴾ [القيامة:17–18] والمعنى جمع القرآن في صدرك وإثبات قراءته على لسانك. وقد حفظ القرآن كثير من الصحابة أشهرهم: أُبي بن كعب وعبد الله بن مسعود ومعاذ بن جبل وزيد بن ثابت وعلي بن أبي طالب وغيرهم الكثير.

## كتابته
لقد توفي النبي محمد ﷺ والقرآن محفوظ في الصدور، ومكتوب في الرقاع واللخاف والعسب والأكتاف، لكنه مفرق ولم يرتب في مصحف واحد على عهد النبي محمد. يرجع سبب عدم جمع القرآن مرتبًا في مصحف واحد على عهد النبي محمد صلى الله عليه وسلم، حرص النبي نفسه على عدم جمعه ترقبًا لنزول شيء جديد منه حتى وفاته، فلو أنه رتبه أولاً بأول وجمع بين دفتي مصحف واحد، لأدى هذا إلى كثرة التغيير والتبديل كلما نزلت عليه آية، وفي هذا من المشقة ما فيه.
لكن هنالك كثير من النصوص واضحة الدلالة، على حفظ القرآن الكريم في سطور الصُّحُف ـ إضافة إلى حفظه المتواتر في الصدور ـ في عهد النبوة، ومنها:

### الأدلة من القرآن الكريم
1. قال تعالى:﴿وَقَالُوا أَسَاطِيرُ الْأَوَّلِينَ اكْتَتَبَهَا فَهِيَ تُمْلَى عَلَيْهِ بُكْرَةً وَأَصِيلًا ۝٥﴾ [الفرقان: 5]. ووجه الدلالة أن المشركين شاهدوا صحفاً مكتوب عليها آيات من القرآن الكريم، وقالوا: «اكْتَتَبَهَا» ولم يقولوا: «كتبها»، لأنهم يعلمون أن رسول الله ﷺ أمي لا يكتب، بل يأمر غيره بالكتابة.[5]
2. تكرار كلمة (الكتاب) في السور المكية، والتي تعني: القرآن الكريم. مثلاً: قال تعالى: ﴿كِتَابٌ أُنْزِلَ إِلَيْكَ فَلَا يَكُنْ فِي صَدْرِكَ حَرَجٌ مِنْهُ لِتُنْذِرَ بِهِ وَذِكْرَى لِلْمُؤْمِنِينَ ۝٢﴾ [الأعراف: 2]. 
 وقال: ﴿وَيَوْمَ نَبْعَثُ فِي كُلِّ أُمَّةٍ شَهِيدًا عَلَيْهِمْ مِنْ أَنْفُسِهِمْ وَجِئْنَا بِكَ شَهِيدًا عَلَى هَؤُلَاءِ وَنَزَّلْنَا عَلَيْكَ الْكِتَابَ تِبْيَانًا لِكُلِّ شَيْءٍ وَهُدًى وَرَحْمَةً وَبُشْرَى لِلْمُسْلِمِينَ ۝٨٩﴾ [النحل: 89].

#### السنة
- عن أبي سعيد الخدري أن رسول الله ﷺ قال: «لَا تَكْتُبُوا عَنِّي، وَمَنْ كَتَبَ عَنِّي غَيْرَ الْقُرْآنِ فَلْيَمْحُهُ».[6]
- عن ابن عمر  عن النبي ﷺ قال: «لَا تُسَافِرُوا بِالْقُرْآنِ، فَإِنِّي لَا آمَنُ أَنْ يَنَالَهُ الْعَدُوُّ».[7]
- عن عثمان بن أبي العاص : «فَدَخَلْتُ عَلَى رَسُوْلِ الله فَسَأَلتُهُ مُصْحَفَاً كَانَ عِنْدَهُ، فَأَعْطَانِيْه».[8]
- عن زيد بن ثابت  قال: «كُنَّا عِنْدَ رَسُوْلِ الله نُؤَلِّفُ القُرْآنَ مِنَ الرِّقاعِ».[9]
- قال ابن عباس  عن سورة الأنعام: «هِيَ مَكِيَّة، نَزَلَتْ جُمْلَةً وَاحِدَةً، نَزَلَتْ لَيْلَاً، وَكَتَبُوْهَا مِنْ لَيْلَتِهِمْ».[10]

##### السيرة النبوية
- قصة إسلام عمر بن الخطاب:

والشاهد فيها، أنه وجد عند أخته وزوجها صحيفة كتبت فيها سورة طه، كان خباب بن الأرت يعلمهما إياها. وهذا يدل على أن عادة خباب بن الأرت أخذ صحف من القرآن المكتوب، وتعليمها للمسلمين في بيوتهم.
- قصة حَمْل رافع بن مالك صُحُفاً من مكة إلى المدينة:[12]

لما لقي رافعٌ رسولَ الله صلى الله عليه وسلم بالعقبة، أعطاه ما أنزل عليه في عشر سنين خلت، وقدم به رافع المدينة، ثم جمع قومه فقرأ عليهم. وكان رافع بن مالك أول من قدم المدينة بسورة يوسف.
إذاً، كان رافع يكتب آيات القرآن الكريم في مكة قبل الهجرة، وحمل معه الصُّحف المكتوبة إلى المدينة. وتعبير: «(أول) من قدِم المدينة بسورة يوسف»، يدل على أن هنالك ثان وثالث.
- كثرة الصُّحُف التي بين أيدي الصحابة الكرام، والتي اعتزَّ كلٌّ منهم أنه كتبها بين يدي رسول الله ﷺ، وفيهم مَن أسلم في بداية العهد المكي.ولا يُعقَل أن يكونوا كتبوها جميعاً، في عهد أبي بكر.

وبهذا يطمئن القلب أن القرآن الكريم كله كان مكتوبًا في عهده النبي الكريم، وإن كان غير مجموع في موضع واحد.

## جمع القرآن في عهد أبي بكر الصديق

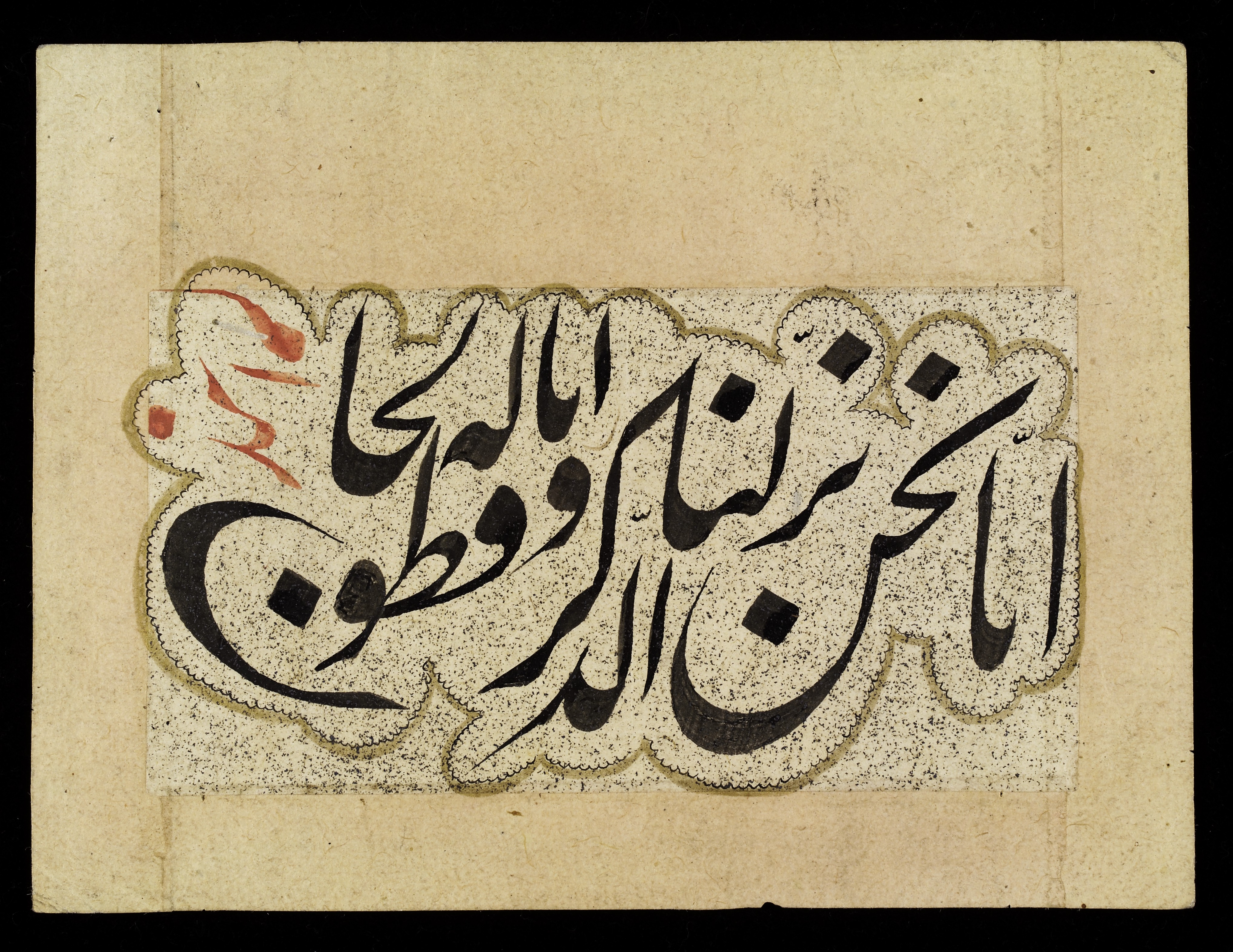
الآية التاسعة من سورة الحجر: إِنَّا نَحْنُ نزلْنَا الذِّكْرَ وَإِنَّا لَهُ لَحَافِظُونَ.

ظل القرآن الكريم على هذه الحال مفرقًا غير مجموع في مصحف واحد، إلى أن كانت خلافة أبي بكر، فواجهته أحداث جسيمة، وقامت حروب الردة، واستحرّ القتل بالقراء في وقعة اليمامة - سنة اثنتي عشرة للهجرة - التي استشهد فيها سبعون قارئاً من حفاظ القرآن. هالَ ذلك عمر بن الخطاب، وخاف أن يضيع شيء من القرآن بموت حفظته، فدخل على أبي بكر، وأشار عليه بجمع القرآن وكتابته خشية الضياع، فنفر أبو بكر من مقالته، وكَبَرَ عليه أن يفعل ما لم يفعله النبي، فظل عمر يراوده حتى اطمئن أبو بكر لهذا الأمر. ثم كلف أبو بكر زيد بن ثابت بتتبع الوحي وجمعه، فجمعه زيد من الرقاع والعسب واللخاف وصدور الرجال. حرص زيد بن ثابت على التثبت مما جمعه، ولم يكتف بالحفظ دون الكتابة، وحرص على المطابقة بين ما هو محفوظ ومكتوب، وعلى أن الآية من المصدرين جميعًا. فكان ذلك، أول جمع للقرآن بين دفتين في مصحف واحد. واحتفظ أبو بكر بالمصحف المجموع حتى وفاته، ثم أصبح عند حفصة بنت عمر.

## جمع القرآن في عهد عثمان
اتسعت رقعة الأمصار الإسلامية في عهد عثمان بن عفان، وتفرق الصحابة في الأمصار يُقرِئون الناس القرآن، وأخذ كل بلدٍ عن الصحابي الذي وفد إليهم قراءته، وظهرت قراءات متعددة منشؤها اختلاف لهجات العرب. ولما اجتمع أهل العراق وأهل الشام لغزو ثغور أرمينية وأذربيجان، ظهر الخلاف بينهم في قراءة القرآن، وأنكر بعضهم على بعض ما يقرأون. شهد ذلك حذيفة بن اليمان، فركب إلى عثمان وبلّغه بالأمر. فأرسل عثمان إلى حفصة بنت عمر، يطلب المصحف لنسخه، وأمر زيد بن ثابت وعبد الله بن الزبير وسعيد بن العاص وعبد الرحمن بن الحارث بن هشام، فنسخوها، وجعلوا كتابته على لهجة قريش. ثم أرسل عثمان النسخ إلى مكة والشام والبصرة والكوفة واليمن والبحرين، وأبقى عنده في المدينة مصحفًا واحدًا، فقضى على الاختلاف بين بعض المسلمين. وقد درج العلماء على تسمية المصحف المكتوب بأمر عثمان بمصحف عثمان أو المصحف الإمام.

## الفرق بين جمع أبي بكر ونسخ عثمان
كان باعث لدى أبي بكر لجمع القرآن هو الخوف عليه من الضياع بموت حفاظه بعد أن استحرّ القتل بالقراء. أما عثمان فدافعه هو كثرة الاختلاف في وجوه القراءة.